# Houston Roughnecks (2020)
| Houston Roughnecks                                           | Houston Roughnecks                                                       |
| Gegründet 2018 – Aufgelöst 2023 Spielten in Houston, Texas   | Gegründet 2018 – Aufgelöst 2023 Spielten in Houston, Texas               |
| ------------------------------------------------------------ | ------------------------------------------------------------------------ |
| \| \| \| \| \| \|                                            |                                                                          |
| Teamfarben                                                   | Marineblau, rot                                                          |
| Liga                                                         |                                                                          |
| - XFL (2020–2023) West Division (2020) South Division (2023) |                                                                          |
| Personal                                                     |                                                                          |
| Besitzer                                                     | Alpha Acquico, LLC (RedBird Capital, Dwayne Johnson, Dany Garcia)        |
| Präsident                                                    | Brian Michael Cooper                                                     |
| General Manager                                              | June Jones                                                               |
| Head Coach                                                   | June Jones                                                               |
| Teamgeschichte                                               |                                                                          |
| Teamnamen                                                    | - Houston Roughnecks (2020–2023) - „neue“ Houston Roughnecks (seit 2024) |
| Erfolge                                                      |                                                                          |
| Meisterschaften (0)                                          |                                                                          |
| Play-off-Teilnahmen (1) 2023                                 |                                                                          |
| Stadien                                                      |                                                                          |
| - TDECU Stadium (seit 2020)                                  |                                                                          |
|                                                              |                                                                          |
|                                                              |                                                                          |

Die Houston Roughnecks waren eine American-Football-Mannschaft aus Houston, Texas. Das Team war Mitglied der 2020 wieder gestarteten XFL und trug seine Heimspiele im TDECU Stadium, dem Football-Stadion der University of Houston, aus. Das Logo und das Design des Teams sind stark an das des ehemaligen NFL-Teams Houston Oilers (die heutigen Tennessee Titans) angelehnt, darunter der Ölbohrturm im Logo sowie die Farben rot, weiß und dunkelblau. Zudem bezieht das Logo den Buchstaben H und den Stern aus dem Logo der Houston Astros sowie die Proportionen des American-Athletic-Conference-Logos mit einem A und einem Stern mit ein. Zweiteres liegt daran, dass sich die Roughnecks ihr Stadion mit den Houston Cougars teilen und so das Logo auf dem Rasen einfach verändert werden kann.
Die XFL fusionierte 2024 mit der United States Football League zur United Football League (UFL). Das Team der Roughnecks wurde aufgelöst. Jedoch übernahm das USFL-Team Houston Gamblers Namen und Branding der Roughnecks.

## Geschichte
Houston schloss sich Seattle, Dallas, Los Angeles, New York, St. Louis, Tampa Bay und Washington, D.C. als Gründungsstädte der XFL an. Houston beheimatete bereits mehrere andere Football-Teams, darunter die Texans der World Football League (unabhängig vom gleichnamigen NFL-Team), die Gamblers in der United States Football League und die ThunderBears in der Arena Football League. Die Stadt hat eine lange Beziehung zu Commissioner Oliver Luck, der für die Houston Oilers in der National Football League spielte und zuvor Präsident von Houston Dynamo in der Major League Soccer war. Houston war eine der ersten Städte, die die Liga im September 2018 im Hinblick auf ein potenzielles XFL-Team besuchte.
Am 13. Mai 2019 beendete June Jones seine Tätigkeit bei den Hamilton Tiger-Cats, um Head Coach bei den Roughnecks zu werden. Die Liga bestätigte dies am 20. Mai.

### Saison 2020
Am 8. Februar 2020 besiegten die Roughnecks die Los Angeles Wildcats im zweiten Spiel der Ligageschichte mit 37:17.
Die Roughnecks waren Rivalen im Bundesstaat mit den Dallas Renegades. Spiele zwischen den beiden wurden als Texas Throwdown vermarktet. Aufgrund der Covid-19-Pandemie wurde die Saison 2020 nach fünf Wochen abgebrochen. Houston hatte zu diesem Zeitpunkt alle fünf Spiele gewonnen und führte seine Division an.

### Saison 2023
Nach dem Eigentümerwechsel der XFL und dem Wegfall der meisten Bestimmungen zur Eindämmungen der Pandemie wurde der Ligabetrieb 2023 wieder aufgenommen. Houston ist seitdem in der South Division und hat neben den Arlington Renegades (vorher Dallas Renegades) mit den San Antonio Brahmas einen weiteren Rivalen aus Texas. Die Roughnecks waren eines von drei Teams, die nicht umzogen, umbenannt oder aufgelöst wurden.
Die Roughnecks standen mit sieben Siegen bei drei Niederlagen in der regulären Saison auf Platz 1 der South Division. Im Divisionsfinale unterlagen sie jedoch dem späteren Champion Arlington Renegades mit 11:26.